# Wojna makowa
Wojna makowa (ang. The Poppy War) – amerykańska powieść fantasy autorstwa R.F. Kuang z 2018, wydana przez Harper Voyager. Historia nawiązuje fabularnie do Chin z połowy XX wieku, bazując na wojnie chińsko-japońskiej. Atmosfera jest zainspirowana dynastia Song. Książka jest pierwszym tomem z cyklu Trylogia Makowa. Powieść jest debiutem autorki, a jej prawa do publikacji wydawca nabył po aukcji przeprowadzonej z okazji 20. urodzin Kuang.

## Fabuła
Rin jest sierotą wojenną, wychowywaną przez rodzinę aptekarzy, którzy wykorzystują dziewczynkę do handlu opium. W wieku 14-lat ma zostać wydana za znacznie starszego od niej mężczyznę. Nastolatka nie chce tego. Dlatego też zwraca się do lokalnego nauczyciela z prośbą o naukę oraz przygotowanie w ciągu 2 lat do państwowego egzaminu, który pozwoliłby jej na wstąpienie do Akademii Sinegard, elitarnej szkoły, zajmującej się przygotowaniem przyszłych generałów. Przybrana matka Rin również zgadza się na układ. Jeśli dziewczyna zda egzamin, będzie mogła wyjechać do szkoły, jeśli nie – wyjdzie za mężczyznę, którego jej wybrała.
Ku zdziwieniu wszystkich, Rin okazuje się pierwszą osobą na liście przyjętych do szkoły. Dziewczyna zaczyna szkolić się pod okiem najlepszych mistrzów. Wkrótce okazuje się, że narastający od lat konflikt polityczny zwiastuje rychłą wojnę.

## Tłumaczenia powieści
| Język        | Tytuł                                    | Rok publikacji | Wydawca                      | Tłumacz                 | ISBN                   |
| ------------ | ---------------------------------------- | -------------- | ---------------------------- | ----------------------- | ---------------------- |
| Bułgarski    | Войната на маковете                      | 2019           | Orange Books                 | Angeł Angełow           | ISBN 978-619-171-092-8 |
| Czeski       | Maková válka                             | 2022           | Host                         | Daniela Orlando         | ISBN 978-80-275-1025-2 |
| Duński       | Opiumskrigen                             | 2022           | Falco                        | Camilla Engkjær Laursen | ISBN 978-87-94232-16-6 |
| Francuski    | La guerre du pavot                       | 2020           | Actes Sud                    | Yannis Urano            | ISBN 978-2-330-13715-1 |
| Hiszpański   | The Poppy War                            | 2020           | Orok Editorial               | Nadia Carbó Mont        | ISBN 978-84-12-19492-0 |
| Indonezyjski | The Poppy War - Perang Opium             | 2019           | Gramedia Pustaka Utama       | Meggy Soedjatmiko       | ISBN 978-602-06-3495-1 |
| Niemiecki    | Im Zeichen der Mohnblume – Die Schamanin | 2020           | Blanvalet Taschenbuch Verlag | Michaela Link           | ISBN 978-3-7341-6222-0 |
| Perski       | جنگ تریاک                                | 2020           | Azarbad Book                 | Sahar Kaweh             | ISBN 9786226312837     |
| Polski       | Wojna makowa                             | 2020           | Fabryka Słów                 | Grzegorz Komerski       | ISBN 978-83-7964-528-2 |
| Portugalski  | A Guerra da Papoula                      | 2022           | Intríseca                    | Ulisses Teixeira        | ISBN 9786555604344     |
| Rumuński     | Războiul macului                         | 2020           | Paladin                      | Alexandra Fusoi         | ISBN 978-606-9000-47-2 |
| Rosyjski     | Опиумная война                           | 2019           | Eksmo: Fanzon                | N. W. Rokaczewska       | ISBN 978-5-04-103078-0 |
| Serbski      | Makov rat: šaman                         | 2021           | Vulkan izdavaštvo            | Jelena Stanković        | ISBN 978-86-10-03575-9 |
| Turecki      | Haşhaş Savaşı                            | 2021           | İthaki Yayınları             | Nevgül Güven            | ISBN 9786258475531     |
| Ukraiński    | Макова війна                             | 2021           | Żorż                         | Hanna Łytwynenko        | ISBN 978-617-7853-82-3 |
| Węgierski    | Mákháború                                | 2019           | Agave Könyvek                | Mária Ballai            | ISBN 978-963-419-640-2 |
| Włoski       | La guerra dei papaveri                   | 2020           | Mondadori                    | Sofi Hakobyan           | ISBN 978-88-04-72974-7 |